# Ким Джинхёк
Ким Джинхёк (кор. 김진혁, р.15 мая 1989) — южнокорейский борец греко-римского стиля, призёр чемпионатов Азии.

## Биография
Родился в 1989 году. В 2011 году стал серебряным призёром чемпионата Азии. В 2012 году принял участие в Олимпийских играх в Лондоне, но стал там лишь 19-м. В 2018 году завоевал бронзовую медаль чемпионата Азии.